# Leptoconops indicus
Leptoconops indicus är en tvåvingeart som först beskrevs av Jean-Jacques Kieffer 1918.  Leptoconops indicus ingår i släktet Leptoconops och familjen svidknott. Inga underarter finns listade i Catalogue of Life.